# Prlita
Prlita (izvirno srbsko Прлита) je naselje v Srbiji, ki upravno spada pod Mesto Zaječar; slednja pa je del Zaječarskega upravnega okraja.

## Demografija
V naselju živi 136 polnoletnih prebivalcev, pri čemer je njihova povprečna starost 57,1 let (52,9 pri moških in 60,6 pri ženskah). Naselje ima 71 gospodinjstev, pri čemer je povprečno število članov na gospodinjstvo 2,00.
To naselje je, glede na rezultate popisa iz leta 2002, večinoma srbsko, a v času zadnjih treh popisov je opazno zmanjšanje števila prebivalcev.
|  |

| Demografija | Demografija     | Demografija     |
| Leto        | Št. prebivalcev | Št. prebivalcev |
| ----------- | --------------- | --------------- |
|             |                 |                 |
|             |                 |                 |
|             |                 |                 |
|             |                 |                 |
| 1948        | 837             |                 |
| 1953        | 908             |                 |
| 1961        | 854             |                 |
| 1971        | 646             |                 |
| 1981        | 451             |                 |
| 1991        | 250             | 246             |
| 2002        | 153             | 142             |
|             |                 |                 |

| Etnična sestava po popisu iz leta 2002 | Etnična sestava po popisu iz leta 2002 | Etnična sestava po popisu iz leta 2002 | Etnična sestava po popisu iz leta 2002 | Etnična sestava po popisu iz leta 2002 |
| -------------------------------------- | -------------------------------------- | -------------------------------------- | -------------------------------------- | -------------------------------------- |
| Srbi                                   | Srbi                                   |                                        | 138                                    | 97,18%                                 |
| Vlahi                                  | Vlahi                                  |                                        | 2                                      | 1,40%                                  |
| Romuni                                 | Romuni                                 |                                        | 1                                      | 0,70%                                  |
| Albanci                                | Albanci                                |                                        | 1                                      | 0,70%                                  |
| Neznano                                | Neznano                                |                                        | 0                                      | 0,0%                                   |